# Bajkowo (Bułgaria)
Bajkowo (bułg. Байково) – wieś w Bułgarii, w obwodzie Szumen, w gminie Chitrino. W 2024 roku liczyła 206 mieszkańców.